# Amintinus subtilis
Amintinus subtilis är en skalbaggsart som först beskrevs av Pierre Lesne 1939.  Amintinus subtilis ingår i släktet Amintinus och familjen kapuschongbaggar. Inga underarter finns listade i Catalogue of Life.